# Віїшоара (Тиргу-Тротуш, Бакеу)
Віїшоара (рум. Viișoara) — село у повіті Бакеу в Румунії. Входить до складу комуни Тиргу-Тротуш.
Село розташоване на відстані 209 км на північ від Бухареста, 38 км на південний захід від Бакеу, 120 км на південний захід від Ясс, 142 км на північний захід від Галаца, 106 км на північний схід від Брашова.

## Населення
За даними перепису населення 2002 року у селі проживала 1181 особа, з них 1178 осіб (99,7%) румунів. Рідною мовою 1178 осіб (99,7%) назвали румунську.